# پایگاه هوایی ذخیره وستاور
پایگاه هوایی ذخیره وستاور  (به انگلیسی: Westover Air Reserve Base) یک فرودگاه است . این فرودگاه در کشور ایالات متحده آمریکا قرار دارد .